# Temporada 1986 de la Fórmula 3 Chilena
La temporada 1986 de la Fórmula Tres Chilena o por motivos comerciales "Fórmula Tres Renault", fue la 14º temporada del principal campeonato de monoplazas en Chile, se disputaron 12 fechas que se extendieron desde el 23 de febrero al 23 de noviembre del presente año, habiendo dos recesos, el primero desde mediados de mayo hasta principios de julio con motivo del campeonato mundial de fútbol jugado ese año y desde mediados de agosto a fines de septiembre. De las fechas, seis fueron disputadas en el autódromo de Las Vizcachas, dos en el circuito de la Base Aeronaval de Quintero (una donde comenzó la temporada) una en la Base Aérea de El Bosque, una en la Base Aéronaval de El Belloto, una en el circuito callejero "Copayapu" en la ciudad de Copiapó, con motivos de la celebración del Día del Minero y una en el Autódromo General San Martín de la ciudad argentina de Mendoza, siendo la primera vez que la categoría sale de territorio chileno. Teniendo como socio televisivo a Universidad de Chile Televisión, quien transmitió las competencias en vivo y en directo los domingos en la tarde por el programa "Deporte en Vivo". 
Fue la segunda temporada de la considerada "Época de Oro" del campeonato chileno de monoplazas. Consolidándose como uno de los espectáculos más esperados por los aficionados y público en general, quienes llegaban en masa a los distintos circuitos donde se disputaban las fechas, generándose más que una fecha por el campeonato, una verdadera fiesta, incluso invitando a bandas de rock latino que en ese entonces estaban muy de moda, a realizar algunas presentaciones previas a las carreras, además de incluir en las fechas (especialmente las realizadas en Las Vizcachas, a categorías "Teloneras", siendo algunas la Monomarca Fiat 600, el Grupo A 1400 c.c., el Motociclismo superbikes, el Citrocross y una carrera especial que se hizo en la quinta fecha, en la Base Aérea de El Bosque, en la cual, mujeres relacionadas con el mundo del espectáculo, realizaron una carrera de exhibición en autos de Rally.
De las escuderías y pilotos debutantes, se debe hacer mención al joven piloto de Centrocom-Rosen, Claudio del Fierro, hermano de Cristian y piloto de Denim Musk. El campeón defensor del Rally Belmont en la categoría mayor, Cristóbal Geyger, quien reemplazó a Kurt Horta en John Player Special, para hacer de director de equipo y el hermano de este último y campeón de Motocross, Felipe Horta, de la escudería Lubricantes Gulf.
La temporada tuvo uno de los finales de Campeonato más electrizantes que se tenga memoria, y se definió en la última fecha a favor del campeón defensor, Giuseppe Bacigalupo,  quién aventajó a Santiago Bengolea por solo dos puntos de diferencia después de una espectacular remontada desde la segunda mitad de la temporada, ganando cinco carreras, tres de ellas consecutivas, el tercer lugar fue para el piloto de Philishave-Marantz, Clemente Giméno.

## Auspiciadores
En esta temporada, los auspiciadores fueron:
| - Renault - John Player Special - Whisky J&B - Licores Despouy - Philishave - Marantz - Denim Musk - Discoteque Gente - Cheracol (solo la 3° Fecha) - Fujicolor | - Remolques Goren - Lubricantes Gulf - Trofeos Pazos - Industrias Cardoen (solo la 3° Fecha) - Coca-Cola (desde la 4° a la 6° Fecha) - Toddy (Hasta la 2° Fecha) - Pisco Capel - Deportes Capurro - Santiago Bengolea/Goodyear |

## Equipos y pilotos
| N° | Piloto                   | Auto               | Escudería                                            | Carreras  |
| -- | ------------------------ | ------------------ | ---------------------------------------------------- | --------- |
| 1  | Giuseppe Bacigalupo      | Tulia 22 - Renault | John Player Special-Chiletabacos                     | Todas     |
| 2  | Kurt Horta               | Procesa - Renault  | Lubricantes Gulf                                     | 5-6 : 10  |
| 3  | Juan Carlos Silva        | Vesa - Renault     | Whisky J&b - Licores Despouy                         | Todas     |
| 4  | Clemente Gimeno          | JL-03 - Renault    | Philishave - Marantz                                 | Todas     |
| 5  | Gonzalo Alcalde          | Berta - Renault    | Denim Musk                                           | Todas     |
| 7  | Santiago Bengolea        | RR-04 - Renault    | Pioneer - Kodak                                      | Todas     |
| 8  | Carlos Capurro           | JL-05 - Renault    | Fujicolor                                            | Todas     |
| 9  | César Goggiola           | Tulia 20 - Renault | Whisky J&B - Licores Despouy                         | Todas     |
| 10 | Cristian Del Fierro      | Berta - Renault    | Denim Musk                                           | Todas     |
| 11 | René Valenzuela          | JL-04 - Renault    | Discoteque Caledonia                                 | Todas     |
| 12 | Victor Matthei           | JL-02 - Renault    | Fujicolor                                            | Todas     |
| 14 | Mauricio Perrot          | Tulia 21 - Renault | Lubricantes Gulf                                     | Todas     |
| 15 | Ivan González            | Procesa - Renault  | Lubricantes Gulf                                     | 1-4 ; 7-9 |
| 16 | Felipe Horta             | Procesa - Renault  | Lubricantes Gulf                                     | 3 ; 7-8   |
| 17 | Juan Antonio Amenabar    | RR-04 - Renault    | Pioneer - Kodak                                      | 1-6       |
| 18 | Claudio Del Fierro       | Tulia 20 - Renault | Centrocom - Colchones Rosen                          | Todas     |
| 19 | Luis Undurraga           | RR-03 - Renault    | Toddy                                                | 1         |
| 19 | Luis Undurraga           | RR-03 - Renault    | Peroé Jeans - Discoteque Gente                       | 3-12      |
| 20 | Alejandro Negrete        | Tulia 19 - Renault | Discoteque Caledonia                                 | 1-3       |
| 21 | Cristóbal Geyger         | Tulia 22 - Renault | John Player Special-Chiletabacos                     | Todas     |
| 22 | Marco Antonio Hormazábal | Depack - Renault   | Hormazábal Competición - Buses Nueva Transmar        | Todas     |
| 24 | Martín Ferrer            | RR-02 - Renault    | Indubal - Diadora - Mobil - Fu´s                     | Todas     |
| 25 | Alejandro Bunster        | RR-02 - Renault    | Liqui Moly - Bunster Competición                     | 4-9       |
| 26 | Arturo Escobar           | Tulia 19 - Renault | Colbert Cologne - Aceites Elf                        | 4-7       |
| 27 | Cristián Rodríguez       | Tulia 19 - Renault | Hongo - Buses Nueva Transmar - Rodríguez Competición | 6-11      |
| 28 | Enrique Villena          | RR-02 - Renault    | Jeans Cheldiz - Unocal 76                            | 3-7       |
| 28 | Enrique Villena          | RR-02 - Renault    | Discoteque Caledonia                                 | 8-12      |
| 31 | Manuel José Larraín      | RR-04 - Renault    | Pioneer - Kodak                                      | 9-12      |

### Temporada
| Fº  | Día              | Circuito                     | Ciudad     | Gran Premio         | Ganador             | Categoría Telonera                                                  |
| --- | ---------------- | ---------------------------- | ---------- | ------------------- | ------------------- | ------------------------------------------------------------------- |
| 1º  | 23 de febrero    | Base Aérea de Quintero       | Quintero   | Fujicolor           | Santiago Bengolea   | No hubo                                                             |
| 2º  | 9 de marzo       | Autódromo General San Martín | Mendoza    | Discoteque Gente    | Clemente Gimeno     | Turismo Carretera Cuyano                                            |
| 3º  | 20 de abril      | Base Aeronaval de El Belloto | El Belloto | Licores Despouy     | Juan Carlos Silva   | No hubo                                                             |
| 4º  | 11 de mayo       | Autódromo Las Vizcachas      | Santiago   | Lubricantes Gulf    | Santiago Bengolea   | Monomarca Fiat 600                                                  |
| 5º  | 6 de julio       | Base Aérea de El Bosque      | Santiago   | Denim               | Carlos Capurro      | Rally Femenino-Exhibición                                           |
| 6º  | 27 de julio      | Autódromo Las Vizcachas      | Santiago   | John Player Special | Giuseppe Bacigalupo | Grupo A 1400 C.C.- Monomarca Fiat 600                               |
| 7º  | 10 de agosto     | Circuito Callejero Copayapu  | Copiapó    | Remolques Goren     | Giuseppe Bacigalupo | No hubo                                                             |
| 8º  | 28 de septiembre | Autódromo Las Vizcachas      | Santiago   | Philishave-Marantz  | Clemente Gimeno     | Monomarca VW Escarabajo/Grupo A 1400-2000 C.C. - Monomarca Fiat 600 |
| 9º  | 19 de octubre    | Autódromo Las Vizcachas      | Santiago   | Marantz             | Giuseppe Bacigalupo | Motociclismo Superbikes - Monomarca Fiat 600                        |
| 10º | 26 de octubre    | Autódromo Las Vizcachas      | Santiago   | Philishave          | Giuseppe Bacigalupo | Grupo A 1400 C.C.- Monomarca Fiat 600                               |
| 11º | 9 de noviembre   | Base Aérea de Quintero       | Quintero   | Pisco Capel         | Giuseppe Bacigalupo | Motociclismo Superbikes                                             |
| 12º | 23 de noviembre  | Autódromo Las Vizcachas      | Santiago   | Whisky J&B          | Clemente Gimeno     | Citrocross                                                          |

- Datos: Q30911407